# Anna Ziegloserová-Mimrová
Anna Ziegloserová-Mimrová, v matrice Anna Josefa, (7. března 1883 Plzeň – 3. července 1942 Praha) byla česká spisovatelka, dramatička, herečka a redaktorka, manželka nakladatele a novináře Jana Zieglosera.

## Životopis
Jejími rodiči byli Antonín Mimra, soustružník v Plzni, a Marie Mimrová-Fryšová. Narodila se jako pátá ze šesti dětí, jejími sourozenci byli Antonín Mimra (10. října 1865), Eustach Mimra (1871–1877), Prokop Mimra (1874–1877), František Mimra (16. července 1876) a Marie Anna Mimrová (1888–1890).
Studia Anny Ziegloserové-Mimrové byla soukromá. Od mládí byla v řadách žen usilujících o rovnoprávnost. Od roku 1903 redigovala se svým mužem nakladatelem Janem Ziegloserem revui českých žen Ženský obzor. Za první světové války byla pod policejním dozorem, neboť její muž byl dvakrát vězněn z politických důvodu (v procesu s Omladinou – dostal trest 8 let žaláře a za války – pro zločin proti válečné moci). Anna pomáhala ukrývat se „politicky podezřelým“ Čechům a Jihoslovanům v pražských nemocnicích.
Byla členkou výboru beletristů Máj, Svatoboru, Sokola a Ochranných jednot. Psala do Národních listů, Národní politiky, Zvonu aj. Kromě prózy psala též divadelní hry a pracovala ve filmovém oboru. Za druhé světové války byla popravena nacisty na kobyliské střelnici. Byla pohřbena na Olšanských hřbitovech. Na náhrobku v odd. VI/9b je však uvedeno "Zastřelena Němci a pohřbena neznámo kde"

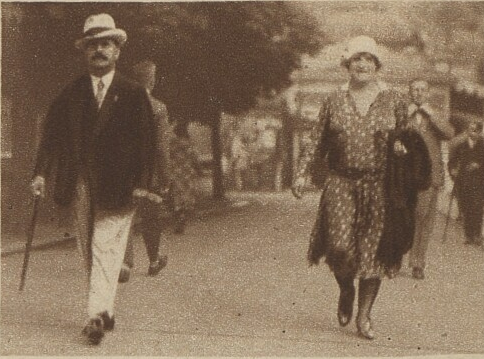
Manželé Jan a Anna Ziegloserovi v Karlových Varech roku 1929

## Dílo

### Próza
- Písně srdcí: črty a povídky – 1912
- V rozkvětu léta: povídky – 1916
- Tmy a svítání: novely – 1918
- Úsměvy: humoresky – 1918
- Trpké poháry: román – 1920
- Klamné vítězství: novely – 1921
- Omladina: kousek historie z let devadesátých – 1924
- Bezejmenný: povídka – 1925
- Případ detektiva M. Lanoira: příběhy – 1926
- Vidiny mladosti: romány a novely – 1926, cena České akademie
- Pošetilé: román – 1929
- Bylo – nebylo: román – 1929
- Oklikou: dívčí románek – 1936
- Bóra: román – 1937
- Rozpustilá Eva – 1937
- Malý mysliveček: povídka – 1939
- Adam a Eva: román – v časopise Letem světem – Rozkvět[14]
- Hanička všetečka: povídky – obrázky Marie Fischerové-Kvěchové. Louny: Edvard Fastr, 1946
- Pilnáčkovy pohádky

### Dramata
- Moderní Xantipa: groteska o 3 jednáních – 1923 (hráno v Uránii)
- Cácorka – 1924 (ve Švandově divadle, zhudebněno, zfilmováno 1935)
- Žárlivá – 1925 (ve Švandově divadle)
- Vírnice – 1927 (v městském divadle v Plzni)
- Hořká medicina – 1928 (v Akropolis 1929)
- Průvodčí cizinců – 1929
- Maminka – 1930 (v Akropolis)
- Kosa na kámen – 1935
- Soumrak – 1935
- Skřivánek – 1937

### Filmy[15]
- Trny a květy: námět, předloha, scénář – 1921
- Cácorka: předloha, role: návštěvnice v baru – 1935
- Adam a Eva: předloha, role: host v penzionu, paní doktorová – 1940